# غار خارزار
اشکفت خارزار در شهرستان خرم‌آباد، بخش مرکزی، دهستان کرگاه شرقی، ر وستاس خارزار آبی واقع شده و این اثر در تاریخ ۲۲ اسفند ۱۳۸۵ با شمارهٔ ثبت ۱۸۱۳۲ به‌عنوان یکی از آثار ملی ایران به ثبت رسیده است.